# Kap-provinsen
Kap-provinsen var tidligere en provins i Sydafrika, som omfattede den gamle Kap-koloni, hvor Kapstaden var hovedstad.
Provinsen blev oprettet i 1910 da den sydafrikanske union blev grundlagt og omfattede den oprindelige Kap-koloni og andre regioner, blandt andet Engelsk Bechuanaland (må ikke forveksles med Bechuanaland Protektoratet) som er det nuværende Botswana, Griqualand øst (området omkring byen Kokstad) og Griqualand vest (området omkring byen Kimberley).
Landet, som nu kaldes Sydafrika, omfatter i dag kun fire provinser, Transvaal, Sydafrikanske Republik, Natal (Natalia) og Orange Fristaten.
31°S 22°Ø / 31°S 22°Ø